# 이우일 (1965년)
이우일(李愚一, 1965년 3월 2일 ~ )은 대한민국의 제6대 인천광역시 남동구의원이다.

## 학력
- 1981 ~ 1984 인천고등학교 졸업
- 1986 ~ 1991 장안실업전문대학 행정학과 전문학사 졸업
- 2011 ~ 2013 서울디지털대학교 정치행정학과 학사 졸업

## 경력
- 새인천 라이온스클럽 29대 회장 역임
- 인천고등학교 총동창회 장학회, 야구후원회 이사
- 남동구 재향군인회 공군부회장
- 남동구 체육회 이사
- 간석3동 주민자치위원회 위원
- 간석3동 방위협의회 위원
- 간석3동 체육진흥협의회 부회장
- 인천고 83회 동창회 회장
- 인천광역시 족구연합회 실무부회장 역임
- 2010.07 ~ 2014.06 제6대 인천광역시 남동구의회 의원
- 2010.07 ~ 2012.07 제6대 인천광역시 남동구의회 전반기 총무위원회 부위원장
- 2013.08 새누리당 인천시당 부대변인

## 역대 선거 결과
| 선거명          | 직책명                                 | 대수           | 정당       | 득표율 | 득표수   | 결과 | 당락                       |
| --------------- | -------------------------------------- | -------------- | ---------- | ------ | -------- | ---- | -------------------------- |
| 제5회 지방 선거 | 인천광역시 남동구의원(남동구 다선거구) | 6대 (민선 5기) | 한나라당   | 28.31% | 9,182표  | 2위  | 인천광역시 남동구의원 당선 |
| 4·13 재보궐선거 | 인천광역시 남동구의원(남동구 라선거구) | 7대 (민선 6기) | 새누리당   | 47.98% | 19,181표 | 2위  | 낙선                       |
| 제7회 지방 선거 | 인천광역시 남동구의원(남동구 라선거구) | 8대 (민선 7기) | 바른미래당 | 10.78% | 3,701표  | 3위  | 낙선                       |

## 참고 자료
- 공식 블로그 보관됨 2017-10-02 - 웨이백 머신
- 이우일 - X